# Canterano
Canterano település Olaszországban, Lazio régióban, Róma megyében. Lakosainak száma 368 fő (2023. január 1.). Canterano Agosta, Gerano, Rocca Canterano, Rocca Santo Stefano és Subiaco községekkel határos.

## Népesség
A település népességének változása:
| Lakosok száma | 350  | 346  | 325  | 368  |
|               | 2008 | 2017 | 2018 | 2023 |